# Seongbuk-gu
Seongbuk-gu (Hangul: 성북구; Hanja: 城北區; Hán Việt: Thành Bắc khu) là một quận (gu) của thủ đô Seoul, Hàn Quốc. Quận này có diện tích 24,57 km2, dân số 460.521 người. Quận được chia ra thành 30 phường (dong) hành chính.